# Операционные технологии
Операционные технологии (ОТ) — аппаратное и программное обеспечение, которое детектирует или вызывает изменения посредством прямого наблюдения и/или управления промышленным оборудованием, активами, процессами и событиями. Термин введён для демонстрации технологических и функциональных различий между традиционными ИТ-системами и промышленными системами управления.
Примеры операционных технологий включают:
- ПЛК
- SCADA
- РСУ
- Системы числового программного управления (ЧПУ), включая компьютеризированные станки
- Научное оборудование (например, цифровые осциллографы)
- Системы управления зданием и автоматизации зданий (BMS) / (BAS)
- Управление освещением как для внутри зданий, так снаружи
- Системы энергомониторинга, безопасности и защиты для антропогенной среды
- Транспортные системы для застроенной среды

## Технологии
Обычно среды, содержащие промышленные системы управления (ICS), такие как: системы диспетчерского управления и сбора данных (SCADA), системы распределенного управления (РСУ), удаленные оконечные устройства (RTU) и программируемые логические контроллеры (ПЛК), а также выделенные сети и организационные узлы. Созданная среда, будь то коммерческая или домашняя, все чаще контролируется с помощью десятков, сотен и тысяч устройств Интернета вещей (IoT). В этом среде IoT-устройства соединены между собой через периферийные платформы IoT с конвергентной технологией или через «облачные» приложения. Встраиваемые системы также входят в сферу операционных технологий (например, SMART Instrumentation), а также большое количество устройств для сбора научных данных, управления и вычислений. Устройство OT может быть маленьким, как ЭБУ автомобиля, или большим, как распределенная сеть управления для национальной электросети.

## Системы
Системы, обрабатывающие оперативные данные (включая электронные, телекоммуникационные, компьютерные системы и технические компоненты), включены в понятие «операционные технологии».
Системы OT могут потребоваться для управления клапанами, двигателями, конвейерами и другими механизмами для регулирования различных параметров процесса, таких как температура, давление, поток, и для их мониторинга для предотвращения опасных условий. Системы OT используют различные технологии для проектирования оборудования и протоколов связи, которые неизвестны в ИТ. Общие проблемы включают поддержку устаревших систем и устройств, а также закрытых архитектур и стандартов многочисленных поставщиков.
Поскольку системы ОТ часто контролируют производственные процессы, большую часть времени необходимо поддерживать доступность. Это часто означает, что требуется работа в реальном времени (или почти в реальном времени) с высокими показателями надежности и доступности.
Лабораторные системы (разнородные инструменты со встроенными компьютерными системами или часто нестандартизированные технические компоненты, используемые в их компьютерных системах) обычно являются пограничным случаем между ИТ и ОТ, поскольку они явно не вписываются в стандартную область ИТ, но также часто не подходят под определение ОТ.

## Протоколы
Исторически сети ОТ использовали проприетарные протоколы, оптимизированные для требуемых функций, некоторые из которых стали «стандартными» протоколами промышленной связи (например, Modbus, Profibus, LonWorks, DALI, BACnet, KNX, EnOcean, DNP3). В последнее время в устройствах и системах OT внедряются стандартные сетевые протоколы ИТ, чтобы снизить сложность и повысить совместимость с более традиционным оборудованием ИТ (например, TCP/IP); однако это привело к очевидному снижению безопасности систем OT, которые в прошлом полагались на воздушные зазоры и неспособность запускать вредоносные программы на базе ПК (хорошо известный пример этого изменения — Stuxnet).

## Отрасли промышленности
Операционные технологии используются во многих отраслях промышленности и секторах экономики:
- Нефте- и газодобыча
- Энергетика и коммунальные услуги
- Химическое производство
- Очистка воды
- Управление отходами
- Транспорт и логистика
- Научные эксперименты
- Критическое производство
- Управление зданиями и их автоматизация
- Управление освещением и автоматизация зданий